# Asediul Trapezuntului (1461)
Asediul Trapezuntului a fost un asediu otoman, din august 1461, al orașului Trapezunt, capitala Imperiului din Trapezunt, de către sultanul Mahomed al II-lea. După o lună de asediu și lupte, orașul a fost predat de împăratul David de Trapezunt, iar imperiu pontic devine parte a Imperiului Otoman.